# Wladimer Gegeszidze
Wladimer Gegeszidze (gruz. ვლადიმერ გეგეშიძე; ur. 10 lutego 1985) – gruziński zapaśnik walczący w stylu klasycznym. Olimpijczyk z Londynu 2012, gdzie zajął piąte miejsce w kategorii 84 kg.
Ósmy na mistrzostwach świata w 2010. Wicemistrz Europy w 2013. Czwarty w Pucharze Świata w 2008 roku.